# HD 41004
HD 41004 é uma estrela binária na constelação de Pictor. Com base em medições de paralaxe, está localizada a aproximadamente 136 anos-luz (41,6 parsecs) da Terra.
O componente primário do sistema, HD 41004 A, correspondente a 97% da luz total vinda dele, com uma magnitude aparente de 8,65, é uma estrela de classe K com um tipo espectral de K1 V ou K1 IV, podendo ser uma estrela da sequência principal ou uma subgigante. Possui uma massa equivalente a 70% da massa solar e uma temperatura efetiva de 5 010 K. O componente secundário, HD 41004 B, é uma anã vermelha com um tipo espectral de M2 V e magnitude aparente de 12,33. Sua massa é estimada em 40% da massa solar. As duas estrelas estão separadas no céu por meio segundo de arco, o que corresponde a uma separação projetada de 21 UA e um período orbital de pelo menos 90 anos.
O sistema possui dois objetos sub-estelares conhecidos. Em 2002, foi publicada a descoberta de uma anã marrom orbitando HD 41004 B, e em 2004 foi publicada a descoberta de um planeta orbitando HD 41004 A. Ambos foram descobertos pelo método da velocidade radial com base em observações feitas pelo espectrógrafo CORALIE, localizado no Observatório La Silla, Chile. A anã marrom, cuja massa mínima é de 18,37 vezes a massa de Júpiter, orbita a anã vermelha a uma distância média de apenas 0,017 UA com um período orbital de 1,33 dias. O planeta é um gigante gasoso com 2,54 vezes a massa de Júpiter e orbita a estrela de classe K a uma distância média de 1,70 UA com um período de 963 dias.
| Planeta | Massa           | Semieixo maior (UA) | Período orbital (dias) | Excentricidade |
| ------- | --------------- | ------------------- | ---------------------- | -------------- |
| Bb      | 18,37 ± 0,22 MJ | 0,017               | 1,3283 ± 0,000012      | 0,081 ± 0,012  |
| Ab      | 2,54 ± 0,74 MJ  | 1,70 ± 0,11         | 963 ± 38               | 0,74 ± 0,20    |